# Danh sách tiểu hành tinh: 5201–5300
| Tên                  | Tên đầu tiên | Ngày phát hiện       | Nơi phát hiện          | Người phát hiện                                        |
| -------------------- | ------------ | -------------------- | ---------------------- | ------------------------------------------------------ |
| 5201 Ferraz-Mello    | 1983 XF      | 1 tháng 12 năm 1983  | Anderson Mesa          | E. Bowell                                              |
| 5202                 | 1983 XX      | 5 tháng 12 năm 1983  | Kleť                   | A. Mrkos                                               |
| 5203 Pavarotti       | 1984 SF1     | 27 tháng 9 năm 1984  | Kleť                   | Z. Vávrová                                             |
| 5204 Herakleitos     | 1988 CN2     | 11 tháng 2 năm 1988  | La Silla               | E. W. Elst                                             |
| 5205                 | 1988 CU7     | 11 tháng 2 năm 1988  | Kushiro                | S. Ueda, H. Kaneda                                     |
| 5206 Kodomonomori    | 1988 ED      | 7 tháng 3 năm 1988   | Gekko                  | Y. Oshima                                              |
| 5207 Hearnshaw       | 1988 HE      | 15 tháng 4 năm 1988  | Lake Tekapo            | A. C. Gilmore, P. M. Kilmartin                         |
| 5208 Royer           | 1989 CH1     | 6 tháng 2 năm 1989   | Palomar                | E. F. Helin                                            |
| 5209                 | 1989 CW1     | 13 tháng 2 năm 1989  | Geisei                 | T. Seki                                                |
| 5210 Saint-Saëns     | 1989 EL6     | 7 tháng 3 năm 1989   | Tautenburg Observatory | F. Börngen                                             |
| 5211 Stevenson       | 1989 NX      | 8 tháng 7 năm 1989   | Palomar                | C. S. Shoemaker, E. M. Shoemaker                       |
| 5212                 | 1989 SS      | 29 tháng 9 năm 1989  | Kushiro                | S. Ueda, H. Kaneda                                     |
| 5213 Takahashi       | 1990 FU      | 18 tháng 3 năm 1990  | Kitami                 | K. Endate, K. Watanabe                                 |
| 5214 Oozora          | 1990 VN3     | 13 tháng 11 năm 1990 | Kitami                 | A. Takahashi, K. Watanabe                              |
| 5215 Tsurui          | 1991 AE      | 9 tháng 1 năm 1991   | Kushiro                | M. Matsuyama, K. Watanabe                              |
| 5216                 | 1941 HA      | 16 tháng 4 năm 1941  | Turku                  | L. Oterma                                              |
| 5217 Chaozhou        | 1966 CL      | 13 tháng 2 năm 1966  | Nanking                | Purple Mountain Observatory                            |
| 5218 Kutsak          | 1969 TB3     | 9 tháng 10 năm 1969  | Nauchnij               | B. A. Burnasheva                                       |
| 5219 Zemka           | 1976 GU3     | 2 tháng 4 năm 1976   | Nauchnij               | N. S. Chernykh                                         |
| 5220 Vika            | 1979 SA8     | 23 tháng 9 năm 1979  | Nauchnij               | N. S. Chernykh                                         |
| 5221 Fabribudweis    | 1980 FB      | 16 tháng 3 năm 1980  | Kleť                   | L. Brožek                                              |
| 5222 Ioffe           | 1980 TL13    | 11 tháng 10 năm 1980 | Nauchnij               | N. S. Chernykh                                         |
| 5223 McSween         | 1981 EX6     | 6 tháng 3 năm 1981   | Siding Spring          | S. J. Bus                                              |
| 5224 Abbe            | 1982 DX3     | 21 tháng 2 năm 1982  | Tautenburg Observatory | F. Börngen                                             |
| 5225 Loral           | 1983 TS1     | 12 tháng 10 năm 1983 | Anderson Mesa          | E. Bowell                                              |
| 5226 Pollack         | 1983 WL      | 28 tháng 11 năm 1983 | Anderson Mesa          | E. Bowell                                              |
| 5227                 | 1986 PE      | 4 tháng 8 năm 1986   | Palomar                | INAS                                                   |
| 5228 Máca            | 1986 VT      | 3 tháng 11 năm 1986  | Kleť                   | Z. Vávrová                                             |
| 5229                 | 1987 DE6     | 23 tháng 2 năm 1987  | La Silla               | H. Debehogne                                           |
| 5230 Asahina         | 1988 EF      | 10 tháng 3 năm 1988  | Palomar                | J. Alu                                                 |
| 5231 Verne           | 1988 JV      | 9 tháng 5 năm 1988   | Palomar                | C. S. Shoemaker                                        |
| 5232 Jordaens        | 1988 PR1     | 14 tháng 8 năm 1988  | Haute Provence         | E. W. Elst                                             |
| 5233                 | 1988 RL10    | 14 tháng 9 năm 1988  | Cerro Tololo           | S. J. Bus                                              |
| 5234 Sechenov        | 1989 VP      | 4 tháng 11 năm 1989  | Nauchnij               | L. G. Karachkina                                       |
| 5235 Jean-Loup       | 1990 SA1     | 16 tháng 9 năm 1990  | Palomar                | H. E. Holt                                             |
| 5236 Yoko            | 1990 TG3     | 10 tháng 10 năm 1990 | Kani                   | Y. Mizuno, T. Furuta                                   |
| 5237 Yoshikawa       | 1990 UF3     | 16 tháng 10 năm 1990 | Oohira                 | T. Urata                                               |
| 5238 Naozane         | 1990 VE2     | 13 tháng 11 năm 1990 | Okutama                | T. Hioki, S. Hayakawa                                  |
| 5239 Reiki           | 1990 VC4     | 14 tháng 11 năm 1990 | Yatsugatake            | S. Izumikawa, O. Muramatsu                             |
| 5240 Kwasan          | 1990 XE      | 7 tháng 12 năm 1990  | Toyota                 | K. Suzuki, T. Urata                                    |
| 5241                 | 1990 YL      | 23 tháng 12 năm 1990 | Kushiro                | S. Ueda, H. Kaneda                                     |
| 5242 Kenreimonin     | 1991 BO      | 18 tháng 1 năm 1991  | Karasuyama             | S. Inoda, T. Urata                                     |
| 5243 Clasien         | 1246 T-2     | 29 tháng 9 năm 1973  | Palomar                | C. J. van Houten, I. van Houten-Groeneveld, T. Gehrels |
| 5244 Amphilochos     | 1973 SQ1     | 29 tháng 9 năm 1973  | Palomar                | C. J. van Houten, I. van Houten-Groeneveld, T. Gehrels |
| 5245 Maslyakov       | 1976 GR2     | 1 tháng 4 năm 1976   | Nauchnij               | N. S. Chernykh                                         |
| 5246 Migliorini      | 1979 OB      | 26 tháng 7 năm 1979  | Anderson Mesa          | E. Bowell                                              |
| 5247 Krylov          | 1982 UP6     | 20 tháng 10 năm 1982 | Nauchnij               | L. G. Karachkina                                       |
| 5248 Scardia         | 1983 GQ      | 6 tháng 4 năm 1983   | La Silla               | H. Debehogne, G. DeSanctis                             |
| 5249 Giza            | 1983 HJ      | 18 tháng 4 năm 1983  | Anderson Mesa          | N. G. Thomas                                           |
| 5250 Jas             | 1984 QF      | 21 tháng 8 năm 1984  | Kleť                   | A. Mrkos                                               |
| 5251 Bradwood        | 1985 KA      | 18 tháng 5 năm 1985  | Lake Tekapo            | A. C. Gilmore, P. M. Kilmartin                         |
| 5252 Vikrymov        | 1985 PZ1     | 13 tháng 8 năm 1985  | Nauchnij               | N. S. Chernykh                                         |
| 5253                 | 1985 XB      | 15 tháng 12 năm 1985 | Palomar                | S. Singer-Brewster                                     |
| 5254 Ulysses         | 1986 VG1     | 7 tháng 11 năm 1986  | Haute Provence         | E. W. Elst                                             |
| 5255 Johnsophie      | 1988 KF      | 19 tháng 5 năm 1988  | Palomar                | E. F. Helin                                            |
| 5256 Farquhar        | 1988 NN      | 11 tháng 7 năm 1988  | Palomar                | E. F. Helin, C. Mikolajczak, R. Coker                  |
| 5257                 | 1988 RS10    | 14 tháng 9 năm 1988  | Cerro Tololo           | S. J. Bus                                              |
| 5258                 | 1989 AU1     | 1 tháng 1 năm 1989   | Gekko                  | Y. Oshima                                              |
| 5259 Epeigeus        | 1989 BB1     | 30 tháng 1 năm 1989  | Palomar                | C. S. Shoemaker, E. M. Shoemaker                       |
| 5260 Philvéron       | 1989 RH      | 2 tháng 9 năm 1989   | Haute Provence         | E. W. Elst                                             |
| 5261 Eureka          | 1990 MB      | 20 tháng 6 năm 1990  | Palomar                | D. H. Levy, H. E. Holt                                 |
| 5262 Brucegoldberg   | 1990 XB1     | 14 tháng 12 năm 1990 | Palomar                | E. F. Helin                                            |
| 5263 Arrius          | 1991 GY9     | 13 tháng 4 năm 1991  | Siding Spring          | D. I. Steel                                            |
| 5264 Telephus        | 1991 KC      | 17 tháng 5 năm 1991  | Palomar                | C. S. Shoemaker, E. M. Shoemaker                       |
| 5265 Schadow         | 2570 P-L     | 24 tháng 9 năm 1960  | Palomar                | C. J. van Houten, I. van Houten-Groeneveld, T. Gehrels |
| 5266 Rauch           | 4047 T-2     | 29 tháng 9 năm 1973  | Palomar                | C. J. van Houten, I. van Houten-Groeneveld, T. Gehrels |
| 5267                 | 1966 CF      | 13 tháng 2 năm 1966  | Nanking                | Purple Mountain Observatory                            |
| 5268                 | 1971 US1     | 16 tháng 10 năm 1971 | Hamburg-Bergedorf      | L. Kohoutek                                            |
| 5269 Paustovskij     | 1978 SL6     | 28 tháng 9 năm 1978  | Nauchnij               | N. S. Chernykh                                         |
| 5270 Kakabadze       | 1979 KR      | 19 tháng 5 năm 1979  | La Silla               | R. M. West                                             |
| 5271                 | 1979 MH7     | 25 tháng 6 năm 1979  | Siding Spring          | E. F. Helin, S. J. Bus                                 |
| 5272 Dickinson       | 1981 QH2     | 30 tháng 8 năm 1981  | Anderson Mesa          | E. Bowell                                              |
| 5273 Peilisheng      | 1982 DQ6     | 16 tháng 2 năm 1982  | Xinglong               | Xinglong                                               |
| 5274 Degewij         | 1985 RS      | 14 tháng 9 năm 1985  | Anderson Mesa          | E. Bowell                                              |
| 5275 Zdislava        | 1986 UU      | 28 tháng 10 năm 1986 | Kleť                   | Z. Vávrová                                             |
| 5276 Gulkis          | 1987 GK      | 1 tháng 4 năm 1987   | Palomar                | E. F. Helin                                            |
| 5277 Brisbane        | 1988 DO      | 22 tháng 2 năm 1988  | Siding Spring          | R. H. McNaught                                         |
| 5278 Polly           | 1988 EJ1     | 12 tháng 3 năm 1988  | Palomar                | E. F. Helin                                            |
| 5279 Arthuradel      | 1988 LA      | 8 tháng 6 năm 1988   | Palomar                | T. Rodriquez                                           |
| 5280                 | 1988 PT      | 11 tháng 8 năm 1988  | Palomar                | C. Mikolajczak, R. Coker                               |
| 5281 Lindstrom       | 1988 SO1     | 6 tháng 9 năm 1988   | Cerro Tololo           | S. J. Bus                                              |
| 5282 Yamatotakeru    | 1988 VT      | 2 tháng 11 năm 1988  | Gekko                  | Y. Oshima                                              |
| 5283 Pyrrhus         | 1989 BW      | 31 tháng 1 năm 1989  | Palomar                | C. S. Shoemaker                                        |
| 5284 Orsilocus       | 1989 CK2     | 1 tháng 2 năm 1989   | Palomar                | C. S. Shoemaker, E. M. Shoemaker                       |
| 5285 Krethon         | 1989 EO11    | 9 tháng 3 năm 1989   | Palomar                | C. S. Shoemaker, E. M. Shoemaker                       |
| 5286 Haruomukai      | 1989 VT1     | 4 tháng 11 năm 1989  | Kagoshima              | M. Mukai, M. Takeishi                                  |
| 5287 Heishu          | 1989 WE      | 20 tháng 11 năm 1989 | Kani                   | Y. Mizuno, T. Furuta                                   |
| 5288 Nankichi        | 1989 XD      | 3 tháng 12 năm 1989  | Kani                   | Y. Mizuno, T. Furuta                                   |
| 5289 Niemela         | 1990 KG2     | 28 tháng 5 năm 1990  | El Leoncito            | Felix Aguilar Observatory                              |
| 5290 Langevin        | 1990 OD4     | 30 tháng 7 năm 1990  | Palomar                | H. E. Holt                                             |
| 5291 Yuuko           | 1990 YT      | 20 tháng 12 năm 1990 | Kushiro                | M. Matsuyama, K. Watanabe                              |
| 5292                 | 1991 AJ1     | 12 tháng 1 năm 1991  | Fujieda                | H. Shiozawa, M. Kizawa                                 |
| 5293 Bentengahama    | 1991 BQ2     | 23 tháng 1 năm 1991  | Kushiro                | M. Matsuyama, K. Watanabe                              |
| 5294 Onnetoh         | 1991 CB      | 3 tháng 2 năm 1991   | Kitami                 | K. Endate, K. Watanabe                                 |
| 5295 Masayo          | 1991 CE      | 5 tháng 2 năm 1991   | Kani                   | Y. Mizuno, T. Furuta                                   |
| 5296 Friedrich       | 9546 P-L     | 17 tháng 10 năm 1960 | Palomar                | C. J. van Houten, I. van Houten-Groeneveld, T. Gehrels |
| 5297 Schinkel        | 4170 T-2     | 29 tháng 9 năm 1973  | Palomar                | C. J. van Houten, I. van Houten-Groeneveld, T. Gehrels |
| 5298 Paraskevopoulos | 1966 PK      | 7 tháng 8 năm 1966   | Bloemfontein           | Boyden Observatory                                     |
| 5299 Bittesini       | 1969 LB      | 8 tháng 6 năm 1969   | El Leoncito            | C. U. Cesco                                            |
| 5300 Sats            | 1974 SX1     | 19 tháng 9 năm 1974  | Nauchnij               | L. I. Chernykh                                         |